# 中華民國陸軍後勤指揮部
陸軍後勤指揮部（英語：Army Logistics Command），隊名：「精勤部隊」，簡稱「陸勤部」，隸屬中華民國國防部陸軍司令部，負責中華民國國軍陸海空三軍通用裝備及陸軍專用裝備之後勤支援任務。

## 沿革

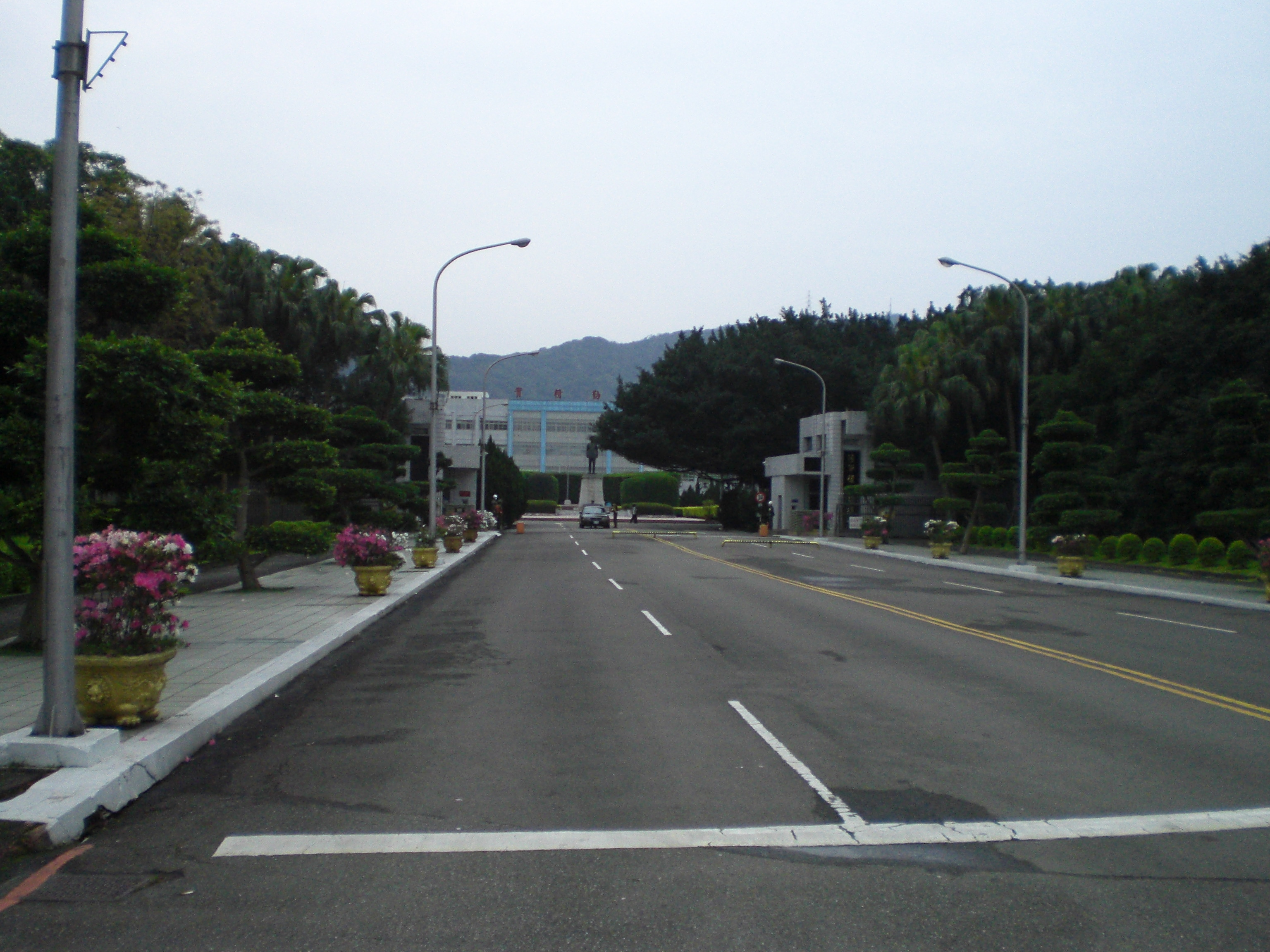
陸軍後勤指揮部

- 1955年9月1日，由陸軍總司令部第四署及各技勤特業處，併聯勤總部各相關特業署改組成陸軍供應司令部（簡稱「陸供部」），直隸陸軍總部。原屬聯勤之各技勤兵科學校亦同時撥歸陸軍。[註 1]
- 1966年，陸軍總部再度設立陸軍總司令部後勤署，負責後勤政策及計畫業務。至此，陸供部專司後勤執行。
- 1975年11月1日，陸供部改編為陸軍後勤司令部（簡稱「陸勤部」）。
- 1998年7月1日，陸勤部運輸署及所屬單位移編聯勤。
- 1999年7月1日，配合「精實案」，補給、保修署及直屬單位移編聯勤。
- 2006年1月1日，配合「精進案」，陸勤部裁撤，併入聯勤。
- 2008年2月1日，因應「精進案」第二階段成效檢討，編成「陸軍保修指揮部」。自編成至裁編，唯一一任指揮官由江修志少將擔任。
- 2012年12月24日，因應國防部組織調整，陸軍保修指揮部裁撤。[2]
- 2012年12月28日，因應國防部「精粹案」組織調整，原國防部聯合後勤司令部裁撤，與陸軍保修指揮部整編為陸軍後勤指揮部（簡稱「陸勤部」）[3]
- 2013年1月1日民國102年編成，地址仍在台北市南港區忠孝東路六段360號「精勤營區」。

## 隊徽意涵
- 隊徽緣起：1959年由陸軍總司令部核定，沿用迄今。
- 盾牌外型：精實案後，陸軍總部規範軍團級隊徽為盾形，具有團結鞏固、精實戰力之意。
- 四個圓環代表「精實、主動、服務、時效」四大勤務環環相扣，確保後支戰力永不中斷之意。
- 麒麟古稱仁獸，乃主動、快速、負重、人本之表徵，象徵「後勤為先，主動服務」之後支精神。
- 中間一顆大星、左右共六顆小星，代表設計時該部暨所屬單位六署一處，萬眾一心，眾志成城，共同擔負後支任務之意。六署一處分別為「兵工署」、「工兵署」、「運輸署」、「軍醫署」、「經理署」、「通信署」及「化學兵處」。 [4]

## 歷任司令、指揮官
| 陸軍供應司令   | 陸軍供應司令                 | 陸軍供應司令 | 陸軍供應司令                                                                             |
| 歷任           | 任期時間                     | 姓名、軍階   | 備註                                                                                     |
| -------------- | ---------------------------- | ------------ | ---------------------------------------------------------------------------------------- |
| 第一任         | 1955年—1959年                | 黃占魁 中將  | 聯勤副總司令兼任                                                                         |
| 第二任         | 1959年—1964年                | 唐君鉑 中將  |                                                                                          |
| 第三任         | 1964年—1967年                | 宋 達 中將   | 宋楚瑜之父                                                                               |
| 第四任         | 1968年—1970年                | 周士瀛 中將  |                                                                                          |
| 第五任         | 1971年—1973年                | 鄒 凱 中將   |                                                                                          |
| 第六任         | 1973年—1974年                | 汪敬煦 中將  |                                                                                          |
| 第七任         | 1974年—1975年10月31日        | 丁恩元 中將  |                                                                                          |
| 陸軍後勤司令   |                              |              |                                                                                          |
| 歷任           | 任期時間                     | 姓名、軍階   | 備註                                                                                     |
| 第一任         | 1975年11月1日—1977年         | 丁恩元 中將  |                                                                                          |
| 第二任         | 1977年—1978年                | 張家俊 中將  |                                                                                          |
| 第三任         | 1978年—1980年                | 蔡 新 中將   |                                                                                          |
| 第?任          | 1980年—1982年                | 邱守圻 中將  |                                                                                          |
| 第四任         | 1982年5月11日—1984年3月17日  | 陶光遠 中將  |                                                                                          |
| 第五任         | 1984年3月18日—1988年12月6日  | 劉傳榮 中將  |                                                                                          |
| 第六任         | 1988年12月7日—1991年3月31日  | 丁之發 中將  |                                                                                          |
| 第七任         | 1991年4月1日—1993年7月4日    | 張光錦 中將  |                                                                                          |
| 第八任         | 1993年9月1日—1995年9月30日   | 楊德智 中將  |                                                                                          |
| 第九任         | 1995年10月1日—1997年12月31日 | 周正之 中將  |                                                                                          |
| 第十任         | 1998年1月1日—1998年3月31日   | 謝抗建 中將  |                                                                                          |
| 第十一任       | 1998年4月1日—1999年7月15日   | 戴伯特 中將  |                                                                                          |
| 第十二任       | 1999年7月16日—2000年6月30日  | 陳金生 中將  |                                                                                          |
| 第十三任       | 2000年7月1日—2004年5月31日   | 薛承智 中將  |                                                                                          |
| 第十四任       | 2004年6月1日—2005年12月31日  | 張林生 中將  |                                                                                          |
| 陸軍保修指揮官 |                              |              |                                                                                          |
| 歷任           | 任期時間                     | 姓名、軍階   | 備註                                                                                     |
| 第一任         | 2008年2月1日—2012年12月25日  | 江修志 少將  |                                                                                          |
| 陸軍後勤指揮官 |                              |              |                                                                                          |
| 歷任           | 任期時間                     | 姓名、軍階   | 備註                                                                                     |
| 第一任         | 2012年12月28日—2013年1月31日 | 吳有明 中將  | 原任末代國防部聯勤司令部中將司令、陸軍司令部中將副司令                                   |
| 第二任         | 2013年2月1日—2015年7月31日   | 葛弘俊 中將  |                                                                                          |
| 第三任         | 2015年8月1日—2018年6月30日   | 房茂宏 中將  | 後調任國防部軍備局局長、陸軍司令部中將副司令、國防部常務次長                             |
| 第四任         | 2018年7月1日—2020年10月31日  | 吳慶昌 中將  | 前任國防部軍備局局長                                                                     |
| 第五任         | 2020年11月1日—2022年5月31日  | 楊基榮 中將  | 原任陸軍第六軍團指揮部指揮官、後調任國防部總督察長、陸軍司令部副司令、現任國防部常務次長 |
| 第六任         | 2022年6月1日—2023年6月30日   | 林文祥 中將  | 原任陸軍司令部副參謀長，後調任軍備局局長                                                 |
| 第七任         | 2023年7月1日—現任            | 洪虎焱 中將  | 原任陸軍司令部副參謀長                                                                   |

## 組織單位
- 指揮官 中將 一位
  - 副指揮官 少將 一位
  - 參謀長 少將 一位
  - 副參謀長 上校 一位
  - 指揮部 士官督導長 一位
- 直屬單位
  - 陸軍後勤指揮部本部連連長 一位 少校

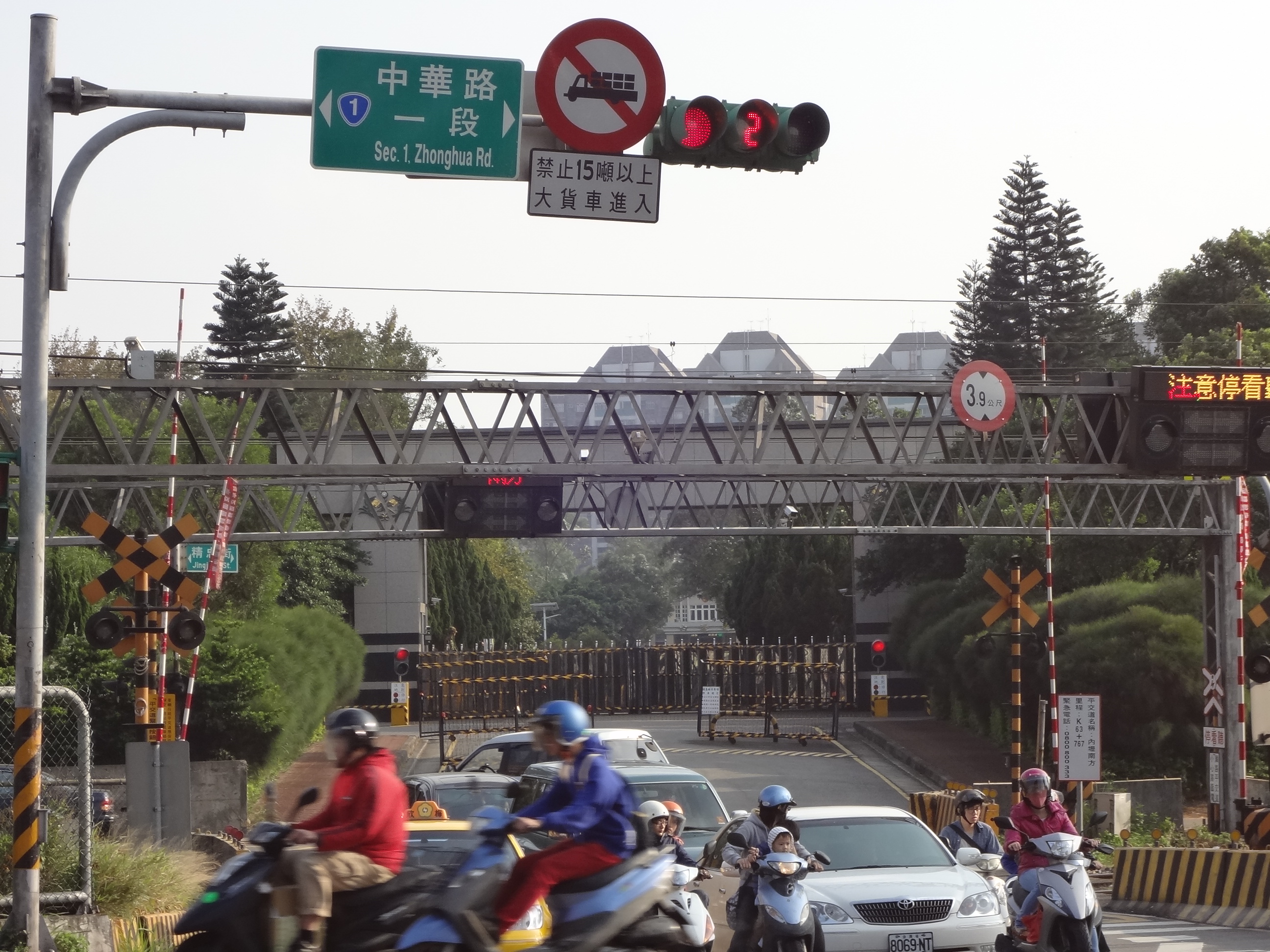
陸軍通信電子器材基地勤務廠

  - 陸軍兵工整備發展中心（簡稱兵整中心）主任 一位 少將
  - 陸軍通信電子器材基地勤務廠（簡稱通基廠）廠長 一位 上校[5]
  - 陸軍航空基地勤務廠 （簡稱航勤廠）廠長 一位 少將
  - 陸軍飛彈光電基地勤務廠[6] （簡稱飛勤廠）廠長 一位 少將
  - 陸軍汽車基地勤務廠[7]（簡稱汽基廠）廠長 一位 上校
  - 陸軍後勤指揮部副食供應中心（簡稱副供中心） 主任 一位 上校
- 各地區後勤支援指揮部（編配軍團及防衛指揮部）
  - 陸軍第一地區支援指揮部（簡稱一支部，負責澎湖地區）指揮官 一位 上校
  - 陸軍第二地區支援指揮部（簡稱二支部，負責東部地區）指揮官 一位 上校
  - 陸軍第三地區支援指揮部（簡稱三支部，負責北部地區）指揮官 一位 少將
  - 陸軍第四地區支援指揮部（簡稱四支部，負責南部地區）指揮官 一位 少將
  - 陸軍第五地區支援指揮部（簡稱五支部，負責中部地區）指揮官 一位 少將
  - 陸軍金門地區支援營（簡稱金支營）營長 一位 中校
  - 陸軍馬祖地區支援營（簡稱馬支營）營長 一位 中校

各地區支援指揮部並下轄：
1. 補給、油料（補給油料庫）
2. 保修（聯合保修廠）
3. 運輸（運輸兵群）
4. 衛勤（衛生營）
5. 彈藥（彈藥庫）

## 退伍名人
- 釋聖嚴：1949年因第二次國共內戰還俗，透過中華民國國軍募兵處官兵介紹後加入陸軍後勤通信署擔任通信兵，後隨軍赴臺，1960年以准尉軍階退役，再次剃度出家並於多年後創辦法鼓山，2009年2月3日於寺內安詳圓寂。